# Lucie Meier
Lucie Meier (* 1982 in Zermatt) ist eine Schweizer Designerin und Kreativdirektorin beim internationalen Modehaus Jil Sander.

## Leben und Karriere
Lucie Meier wuchs in Zermatt auf, während ihre Eltern ein Restaurant führten. Meier studierte Fashion Marketing und Design an der Polimoda Fashion Schule in Florenz und in Paris. Wie sie gegenüber dem Magazin «annabelle» 2018 erklärte, hat ihre Mutter ihre Leidenschaft für die Mode – und auch für Jil Sander – geweckt: «Bei uns zuhause gab es die «Vogue» und annabelle, und als das Restaurant erfolgreicher wurde, entdeckte meine Mutter die Mode von Jil Sander. Sie identifizierte sich mit dem Stil der Hamburger Designerin, kaufte die Kleider in Bern oder in London. Sie zu begleiten, war ein prägendes Ritual meiner Kindheit. Wenn sie diese Kleider zu besonderen Gelegenheiten trug, war sie wie verwandelt.»
Nach ihrem Studium absolvierte Meier in der französischen Hauptstadt Stationen bei Louis Vuitton und Balenciaga – sie arbeitete unter anderem mit Marc Jacobs, Nicolas Ghesquière oder Raf Simons zusammen – bevor sie zusammen mit Serge Ruffieux Interims-Kreativdirektorin bei Christian Dior wurde. Sie folgte auf Raf Simons und hatte den Posten bis zu Maria Grazia Chiuris Ernennung zur neuen Chefdesignerin inne. Im Jahr 2017 übernahm Lucie Meier zusammen mit ihrem Mann Luke als Co-Kreativdirektor die Nachfolge von Rodolfo Paglialunga bei Jil Sander. Sie ist die erste Frau seit Jil Sander selbst, die das Modehaus kreativ mitverantwortet.

## Mode
Lucie und Luke Meier debütierten mit ihren Entwürfen in den Frühjahr/Sommer-Shows 2018. Das Paar wird in der Branche für ihre Arbeit bei Jil Sander von Experten durchwegs gelobt: «Das Paar wird dafür gefeiert, die Marke mit einem modernen und frischen Touch neu zu beleben und dabei die charakteristische Ästhetik der Gründerin beizubehalten», schreibt das Branchenmagazin «Business of Fashion». «Wir wollen Teile schaffen, die die Menschen für lange Zeit in ihrem Leben haben werden», sagte Lucie Meier gegenüber Vogue im Jahr 2021. «Die Idee der Einfachheit besteht darin, dass alles wichtig wird – man kann nicht mit einem schlechten Stoff, Detail oder unvollkommenem Schnitt davonkommen.»

## Auszeichnung
2024 erhielt Lucie Meier den Grand Prix Design vom Schweizer Bundesamt für Kultur. In einem Kommentar der Eidgenössischen Designkommission hiess es dazu: «Lucie Meier hat sich in kurzer Zeit auf der internationalen und hart umkämpften Modebühne einen Namen gemacht. Mit ihren intuitiven Designs und ihrer Haltung setzt sie neue ästhetische aber auch ethische Massstäbe in der Modebranche.»

## Privatleben
Lucie Meier lernte ihren Mann Luke Anfang der Nullerjahre in Florenz kennen. Sie studierte Fashion Marketing, der Kanadier absolvierte ebenfalls an der Polimoda einen Austausch. Lucie und Luke Meier leben in Mailand und Paris. Über ihre gemeinsame Arbeit bei Jil Sander sagte Lucie Meier gegenüber der NZZ: «Wir geben uns gegenseitig auch Sicherheit. Ich glaube, zusammen sind wir viel stärker.» 2021 wurde das Paar Eltern einer Tochter.